# Jaume Grau
Jaume Grau Ciscar (Tavernes de la Valldigna, 5 maggio 1997) è un calciatore spagnolo, centrocampista dell'AVS.

## Caratteristiche tecniche
È un centrocampista centrale.

## Carriera
Cresciuto nel settore giovanile di Valencia e Real Madrid, nel 2016 è stato ceduto in prestito al Navalcarnero dove ha fatto il suo esordio fra i professionisti in occasione dell'incontro di Segunda División B vinto 2-0 contro l'Amorebieta. Rientrato a Madrid, ha trascorso due stagioni da titolare nel Castilla prima di firmare nel luglio 2019 un contratto triennale con l'Osasuna, che lo ha contestualmente prestato al Lugo in Segunda División. Autore di 27 presenze e 3 reti, al termine della stagione è stato ceduto nuovamente in prestito, questa volta al Tondela.